# Max Breitung
Max August Friedrich Bendung (Langensalza, 11 de abril de 1852; Cobourg, 1921) es un médico y escritor alemán. Como dramaturgo escribe bajo el seudónimo "Meo Breo".

## Biografía
Max Breitung está estudiando medicina en la Guardería de Berlín. En 1874 se convirtió en miembro del Cuerpo del Borussia de Berlín. Se graduó en 1877 con el PhD como doctor en medicina y desde entonces ha trabajado en el Charité Berlin. De 1878 a 1893, fue médico. Entre 1886 y 1887 realizó grandes viajes. A partir de 1893 trabajó únicamente como consultor en los campos de otología y laringología.
En total, escribe más de 50 publicaciones sobre diversos campos de la medicina. Dedica especial atención al tratamiento de la pérdida auditiva crónica progresiva.
Además, escribe, también bajo el seudónimo de  Meo Breo , como escritor y poeta cómico.

## Decoraciones
- Herzoglich Sächsischer Sanitätsrat
- Profesor (1900)
- Geheimer Medizinalrat
- Mecidiye-Orden  de 3 clase (1899)
- "St.-Sava-Orden", Kommandeurkreuz 3. Klasse (1899)
- Orden de Isabel la Católica, cruz de caballero (1906)
- Clase  Roter Adlerorden  4' (1912)

## Publicaciones

### Medicina
- Die hygienische Einrichtung der Infanterie-Kaserne, 1881
- Über neuere Leichenanstalten. Hygienische Studien, 1886
- Der nicht erkannte Scheintod mit seinen Consequenzen im Lichte der Kritik. Leichenschau - Leichenverbrennung, 1886
- Taschenlexikon für Sanitätsoffiziere, 1887
- Hygienische Skizzen aus dem Orient, 1887
- Lissabon. Klimatologische Skizze, 1895
- Beitrag zur vorbeugenden Behandlung der Diphtherie, 1896
- Über pneumatische Erschütterungs-Massage des Trommelfelles vermittelst elektromotorischer Luftpumpe zur Behandlung der chronischen progressiven Schwerhörigkeit, 1897
- Weiteres zur Behandlung der Schwerhörigkeit vermittelst der elektromotorischen Luftpumpe , 1898
- Das pneumatisch-elektrische Tympanoskop , 1898
- Gedanken über die Möglichkeit einer vorbeugenden Behandlung der Epilepsie durch ›Bahnungs-Hygiene , 1898
- Das Phonendoskop als Hörrohr, 1898
- Über Besserhören im Lärm und die Bedeutung dieses Phänomens für die Pathologie und Therapie der Schwerhörigkeit im Lichte der Neuron-Lehre (Vortrag, gehalten bei der 70. Versammlung deutscher Naturforscher und Düsseldorf Ärzte en 18)
- Schul-Hygiene, Volksgesundheitslehre und Tagespresse 1899
- Der Heilmagnetismus in der Familie, 1906 (2. Auflage 1924)

### Teatro
- Jönköping - Lustspiel en 1 Aufzuge , 1880
- Der Salon-Nihilist - Lustspiel en 4 Aufzügen , 1893
- Der Sonnenkaiser - Drama , 1896
- ¡Corazón-Aß! - Lustspiel in einem Aufzuge , 1896
- Ein Glücksfall oder All Heil - Schwank en 1 Aufzug , 1897
- Die Zwillings-Seele - eine Plauderei , 1899